# August Josef Hagemann
Pour les articles homonymes, voir Hagemann.
August Josef Hagemann (né le 26 septembre 1875 à Hörstel et décédé le 15 novembre 1950 à Osnabrück) est un homme politique allemand et député au Reichstag et au Landtag de l'État libre de Prusse pour le Zentrum. 

## Biographie
Le fils d'un Heuermann apprend le métier de serrurier à Hopsten. En tant que compagnon, il travaille à Düsseldorf, Bonn, Cologne, Boppard et Mayence. De 1900 au printemps 1908, Hagemann travaille comme serrurier à l'atelier ferroviaire d'Osnabrück. Actif dans le mouvement ouvrier catholique, il suit une formation complémentaire à Mönchengladbach à la « Volksverein für das katholische Deutschland » (Association nationale pour l'Allemagne catholique), puis en 1908 à Osnabrück en tant que secrétaire des travailleurs à temps plein, la direction de l'association diocésaine d'Osnabrück des associations de travailleurs catholiques et en même temps la direction des syndicats de travailleurs chrétiens. En outre, il travaille comme secrétaire du parti catholique Zentrum. Il travaille comme secrétaire des travailleurs jusqu'en avril 1923, mais abandonne ensuite cette fonction en raison de la surutilisation de son travail politique, d'autant plus que cette activité ne garantit plus les moyens de subsistance de sa famille pendant la période d'inflation. Réunie seulement deux fois pendant la guerre, notamment grâce à l'engagement de Hagemann, le nombre de membres des associations de travailleurs catholiques dans le district augmente. Lors d'une conférence à Osnabrück en octobre 1920, Hagemann annonce une augmentation de 4514 à 5509 membres. Malgré la démission de son emploi à temps plein pour les associations de travailleurs catholiques, il continue sa fonction de secrétaire des travailleurs jusqu'en 1927. 
En raison de son emploi précédent, spécialiste expérimenté du système de sécurité sociale, Hagemann trouve un emploi en 1923 grâce à la médiation du président du district d'Osnabrück, Adolf Sonnenschein (de) (1886-1965) au conseil de district en tant que commis à l'agence d'inspection des prix moyens. En janvier 1927, Hagemann, maintenant devenu vice-président et chef du bureau de contrôle des prix moyens au district d'Osnabrück, est nommé après la dissolution de cette autorité en tant que travailleur temporaire dans le service administratif supérieur de l'Oberversicherungsamt et le 1 juillet 1927 au conseil de gouvernement du conseil du district. 
En outre, de 1920 à 1926, il occupe le poste de président de la "Confédération allemande des syndicats" ( DGB) à Osnabrück, avec laquelle il dirige l'organisation faîtière des groupes syndicaux chrétiens-nationaux de la ville. Le syndicaliste est également vice-président de 1922 à 1928 et, depuis 1929, président du comité de la orsitzender des Ausschusses der Landesversicherungsanstalt Hannover. La prise du pouvoir national-socialiste fin mars 1933 entraîne son licenciement de la fonction publique sans droit à une pension en raison de la loi de réintégration des fonctionnaires. Avec son assurance vie, il achète une petite fabrique de cigares à Osnabrück, où il travaille pendant le Troisième Reich . Après la tentative infructueuse d'assassiner Adolf Hitler le 20 juillet 1944 Josef Hagemann est emprisonné à Osnabrück pendant huit jours. Après la guerre, il est renommé au conseil régional d'Osnabrück en 1946 en tant que membre du conseil gouvernemental avec droit à pension. Au début des années 1950, il subit un accident vasculaire cérébral qui le rend incapable de travailler.

## Activité politique jusqu'en 1933
Déjà de 1909 à 1919, Hagemann assume le poste de maire (= conseil municipal) à Osnabrück, où, en tant que membre de nombreuses commissions municipales de protection sociale, il joue un rôle clé dans la mise en œuvre des premières mesures d'aide sociale urbaine pour les travailleurs. Au moment de la chute de la monarchie, il contribue à faire en sorte que la main-d'œuvre catholique participe activement à la construction de la nouvelle république. Outre les appels dans la presse, il assure la création du conseil des travailleurs de l'association des mines et forges de Georgs-Marien à Georgsmarienhütte avec la participation des travailleurs chrétiens. En janvier 1919, Hagemann en tant que représentant des travailleurs catholiques, fait partie de la liste Zentrum pour la circonscription de Weser-Ems à l'Assemblée nationale de Weimar. Aux élections du Reichstag en 1920, cependant, il est rétrogradé à la troisième place sur la liste à l'instigation du parti du centre d'Emsland en faveur du fermier Theodor Pennemann (1861-1932) dans la circonscription de Weser-Ems. Le remplacement de Hagemann par un grand fermier déclenche la création d'un parti dissident catholique de gauche dans la région de Lingen. Par conséquent, le représentant d'Osnabrück au Landtag de Prusse et maître-artisan Franz Langewand (de) (1871-1952) est contraint de démissionner pour laisser sa place à Hagemann afin de compenser l'insatisfaction des petits agriculteurs et des travailleurs mandatés. En 1920, Hagemann succède au premier parlement d'État prussien, encore appelé assemblée d'État, où il est ensuite réélu jusqu'en 1933. D'août 1921 à août 1922, Hagemann est également député au Reichstag en tant que successeur du défunt Eduard Burlage (1857-1921). Cependant, il démissionne de son mandat après un an afin de permettre aux artisans d'être représenté par le biais du serrurier Arthur Raschke (de) (1883–1967). Hagemann est très actif au Landtag de l'État libre de Prusse pour une réglementation de la protection des baux en faveur des petits agriculteurs et des salariés et pour leurs autres professions. C'est en grande partie grâce à l'engagement de Hagemann que les travailleurs catholiques et les petits agriculteurs de l'Emsland sont restés largement fidèles au Zentrum même dans la phase finale de la République de Weimar. En juin 1931, le conseil du district l'élit président du conseil d'administration du Zentrum de Hanovre. Dans la même fonction, il est membre du conseil d'administration du Zentrum d'Osnabrück (au moins au début de 1933).

## Activité politique après 1945
Après la guerre, il est initialement favorable aux objectifs de la CDU et est l'un des fondateurs du Zentum dans le district d'Osnabrück parce qu'il refuse de travailler avec d'anciens nazis et leurs partisans. En mai 1946, le parti élit Hagemann 2e président du district d'Osnabrück. Il travaillé pour le Zentrum en tant que rédacteur en chef du journal du parti de Basse-Saxe "Das Zentrum im Lande Niedersachsen". Hagemann parle au nom du parti en tant que conférencier et fait campagne pour le plan Emsland . 